# Leptopterna ferrugata

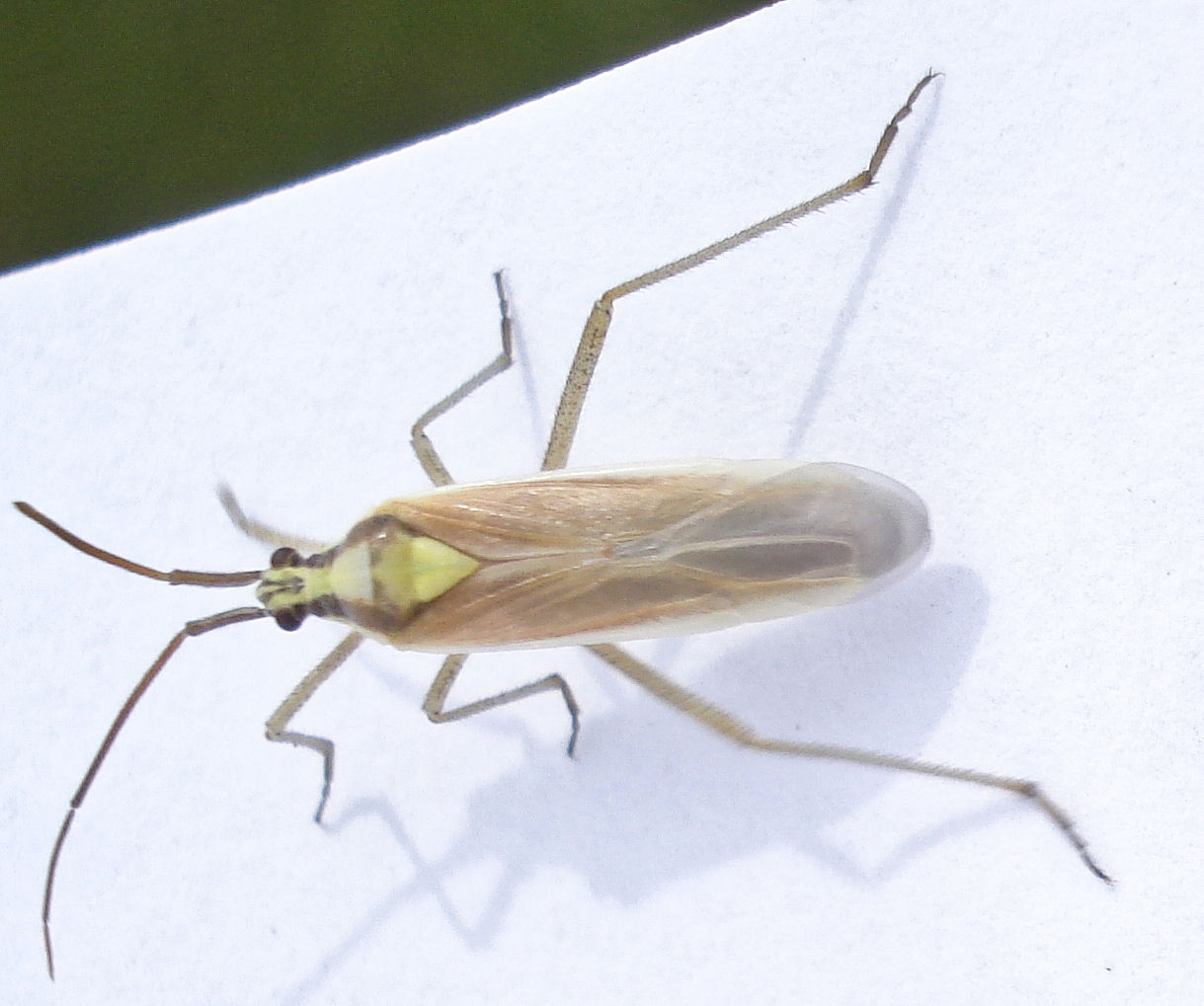
Leptopterna ferrugata

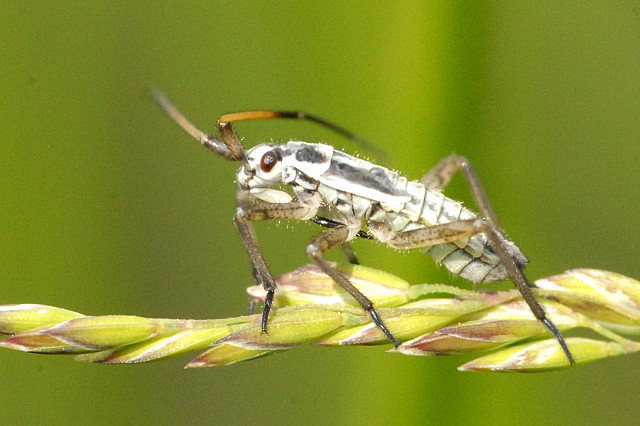
Nymphe von der Seite.

Leptopterna ferrugata ist eine Wanzenart aus der Familie der Weichwanzen (Miridae).

## Merkmale
Die Wanzen werden 6,7 bis 9,0 Millimeter lang. Die großen Arten der Gattung Leptopterna haben häufig rötlich oder orange-gelb gefärbte Hemielytren. Sie tragen schräge Gruben zwischen den Facettenaugen und die Beine und Fühler sind mit langen dunklen Haaren behaart. Männchen und Weibchen von Leptopterna ferrugata unterscheiden sich in ihrem Aussehen (Sexualdimorphismus). Männchen haben in der Regel braun-rosa gefärbte Hemielytren und ihr zweites Fühlerglied ist ungefähr gleich lang wie das dritte und vierte zusammen. Sie haben teilweise einen hohen Anteil an Schwarz in ihrer Färbung. Bei den rötlich gefärbten Weibchen ist das zweite Fühlerglied breiter als die Basis der Schienen (Tibien) der Vorderbeine. Die Männchen sind immer voll geflügelt (makropter), die Weibchen haben überwiegend verkürzte (brachyptere) Hemielytren, nur selten sind sie makropter; es gibt allerdings Zwischenformen.

## Vorkommen und Lebensraum
Die Art kommt in fast ganz Europa, östlich bis Sibirien und im Süden in den nördlichen Mittelmeerraum und nach Kleinasien vor. Sie ist auch in Nordamerika verbreitet. In Deutschland ist die Art weit verbreitet und meist häufig, sie ist aber viel seltener als Leptopterna dolabrata. Anders als diese Art werden viel trockenere und wärmere, nährstoffärmere Lebensräume besiedelt, etwa Dünen, Heiden, Mager- und Halbtrockenrasen.

## Lebensweise
Die Wanzen ernähren sich von niedrig wachsenden Gräsern wie Gewöhnlichem Rot-Schwingel (Festuca rubra) und Rotem Straußgras (Agrostis tenuis), aber auch von Draht-Schmiele (Deschampsia flexuosa). Die Weibchen stechen ihre Eier in die oberen Teile der Grashalme ein. Wie auch bei Leptopterna dolabrata schlüpfen die Nymphen ab Anfang bis Mitte Mai und entwickeln sich bis in den Juni zu den adulten Wanzen. Diese leben bis in den August, selten findet man Weibchen auch noch im September.

## Belege